# Miguel Uribe Turbay
Miguel Uribe Turbay (Bogotá, 28 de enero de 1986-Bogotá, 11 de agosto de 2025)fue un abogado y político colombiano, miembro del partido conservador Centro Democrático. 
Uribe buscaba la nominación por su partido para las elecciones presidenciales de 2026, ocupando el cargo de senador de Colombia desde 2022 hasta su asesinato en 2025, siendo disparado por un menor sicario, y luego de dos meses de convalecencia. 
Antes de llegar al senado, Uribe desarrolló su carrera política en Bogotá, siendo concejal de la ciudad en el período 2012-2015 en representación del Partido Liberal, llegando a ser presidente de este cabildo distrital en 2014; fue secretario de gobierno de la ciudad durante la alcaldía de Enrique Peñalosa, en el período 2016-2018; y candidato a la Alcaldía de Bogotá en las elecciones locales de 2019 donde obtuvo el cuarto lugar. Tras dichos comicios viajó a Estados Unidos a cursar una maestría en la Universidad Harvard en Boston.
En noviembre de 2021, reapareció sorprendiendo al revelar que fue invitado por el expresidente Álvaro Uribe a encabezar la lista del partido de derechas Centro Democrático para el  senado en el periodo 2022-2026, por encima de figuras reconocidas dentro del partido como María Fernanda Cabal que mostraron su descontento. Dicha posición le permitió ser el candidato más votado en lista abierta.
Durante su desempeño como senador anunció que sería precandidato para competir por el aval del Centro Democrático en las elecciones presidenciales de 2026 causando roces con otros aspirantes más veteranos de su colectividad debido a diferencias sobre los mecanismos de elección.
En junio de 2025, durante la precampaña, Uribe asistió a un recorrido por el barrio Modelia, organizado por un edil de su partido, Víctor Mosquera, de la localidad de Fontibón. Durante el recorrido Uribe decidió dar un discurso en una tarima improvisada a la gente que se agrupaba en el parque El Golfito. En el mitin, fue víctima de un atentado contra su vida, recibiendo tres disparos por parte de un adolescente de 14 años. Dos de los disparos alcanzaron su cráneo, dejándolo inconsciente y en cuidados intensivos. Falleció el 11 de agosto de 2025, a los 39 años.

## Biografía
Miguel Uribe Turbay nació el 28 de enero de 1986, en la ciudad colombiana de Bogotá, en el seno de varias familias emergentes de la aristocracia colombiana, ligadas a la política, el comercio y el periodismo.
Su madre fue asesinada en 1991 durante un fallido operativo de rescate tras ser secuestrada por «Los Extraditables», grupo narcoterrorista liderado por Pablo Escobar. Mientras estuvo secuestrada, Miguel envió un mensaje de Año nuevo a su madre por medio del Noticiero Criptón.
Estudió en el colegio Los Nogales. Se formó como abogado en la Universidad de los Andes, donde también obtuvo una maestría en Políticas públicas. Más adelante, cursó una maestría en Administración pública en la Escuela Harvard Kennedy.
El día 18 de junio de 2025, el periódico El Tiempo reveló que la Escuela Harvard Kennedy, de cara a la situación presentada contra Miguel Uribe como precandidato presidencial en Colombia, le rindió homenaje al senador, declarando por medio de The Harvard Kennedy, que:

'La comunidad de HKS rinde homenaje a dos exalumnos que fueron baleados en presuntos actos de violencia política'

Seguidamente, la nota fue acompañada por un mensaje de la Universidad indicando que:

"Hay estudiantes que nos enseñan más que nosotros a ellos. Miguel fue uno de ellos. Sus conocimientos sobre proyectos de infraestructura pública y adquisiciones, fruto de su experiencia trabajando con el Metro de Bogotá, fueron extraordinarios"

### Concejal de Bogotá
Fue elegido como concejal de Bogotá en 2012 a los 25 años tras hacer campaña con otros políticos miembros del Partido Liberal Colombiano como  David Luna, Juan Manuel Galán y Simón Gaviria hijo del expresidente César Gaviria. 
En el primer año como concejal fue elegido por los periodistas como concejal revelación, y posteriormente en 2014 se convirtió en el presidente de este Cabildo Distrital al recibir 32 votos de los 45 votos disponibles. Se caracterizó por ser uno de los líderes opositores del alcalde de Bogotá Gustavo Petro, al cual le criticó su manejo en el nuevo sistema de recolección de basuras y en los programas sociales.

### Secretario de Gobierno de Bogotá
En 2016, a los 30 años, fue elegido como secretario de Gobierno del alcalde Enrique Peñalosa, convirtiéndose en el secretario de Gobierno más joven de la historia de Bogotá, tras recibir el apoyo del entonces vicepresidente de la república Germán Vargas Lleras para ocupar dicho cargo. Durante su gestión como secretario de Gobierno el índice de homicidios en Bogotá disminuyó levemente en el 2018, mientras en el país se incrementaba por primera vez en cinco años. 
Sin embargo, en la primera mitad del año 2019 aumentaron los hurtos —en un 17 %— y la percepción de inseguridad. En 2016, la Oficina Jurídica de la Secretaría de Gobierno de Bogotá emitió un concepto jurídico sobre el feminicidio de Rosa Elvira Cely que generó polémica por su tono revictimizante. Uribe Turbay, aclaró que no fue consultado sobre dicho concepto y ofreció disculpas a la familia Cely.

### Candidatura a la alcaldía de Bogotá
En 2018, renunció al cargo de Secretaría de Gobierno para aspirar la Alcaldía de Bogotá en 2019. Su candidatura fue inscrita de forma independiente por el movimiento significativo de ciudadanos Avancemos, la cual contó con 400 000 firmas avaladas por la Registraduría. A su campaña se agregaron distintos sectores y partidos políticos como el Partido Liberal, Partido Conservador, Colombia Justa Libres, Partido MIRA, además del Centro Democrático que retiró su apoya a la entonces candidata Ángela Garzón por considerar que Uribe Turbay era una opción más viable.
Su propuesta de campaña se centraba en defender los programas de la alcaldía de Enrique Peñalosa, especialmente el proyecto de Metro elevado, urbanizar la Reserva Forestal Thomas van der Hammen, crear sistemas multimodales de transporte, y en términos generales dar continuidad al plan de obras y propuestas que dejaba la anterior administración.
Uribe Turbay obtuvo 426 982 votos, ocupando el cuarto lugar reflejando la baja popularidad de la alcaldía de Peñalosa de la que venía de ser uno de los funcionarios más visibles. La elección a la alcaldía la terminó ganando Claudia López.

### Senador de la república

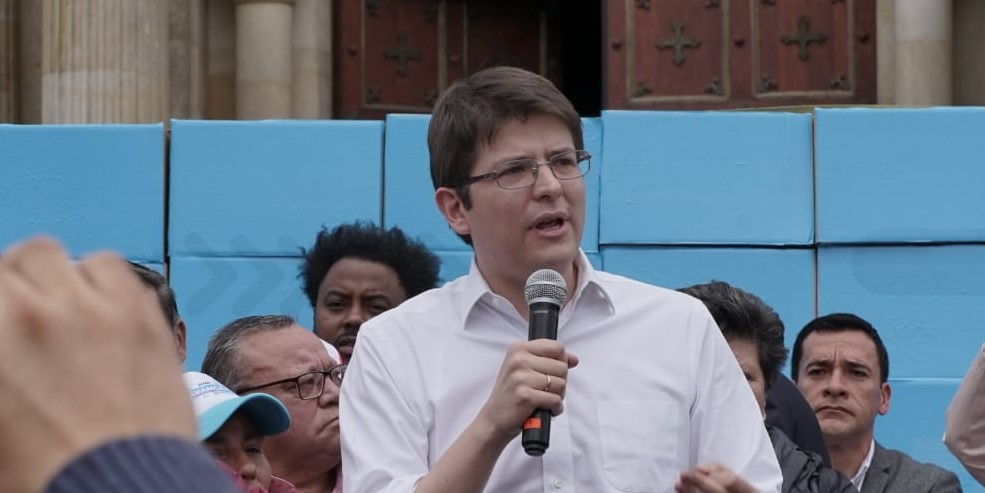
Uribe en 2019.

El 5 de diciembre de 2021 el presidente Álvaro Uribe anunció que usaría sus facultades extraordinarias como líder supremo del Centro Democrático para definir a Miguel Uribe Turbay como la cabeza de lista al Senado. Dicha decisión fue aceptada pero no bien recibida por miembros más veteranos del partido como María Fernanda Cabal y Paloma Valencia. Gracias a dicha posición, Uribe Turbay resultó elegido el 13 de marzo del 2022 como el senador en lista abierta más votado del país.

### Precandidatura presidencial
El 4 de marzo de 2025, Miguel Uribe Turbay oficializó su precandidatura la presidencia en la lista de su partido el Centro Democrático para buscar la presidencia. Uribe se enfrentaba a María Fernanda Cabal, Paloma Valencia, Andrés Guerra, y Paola Holguín. Según una encuestas realizada a finales de 2024, Miguel Uribe aparecía como favorito de la colectividad, ligeramente superando a Cabal. No obstante los otros precandidatos pusieron en duda dicha encuesta. Las disputas continuaron dentro de la colectividad siendo el grupo de Uribe Turbay partidario a definir al candidato por medio de una encuesta como había sucedido para las elecciones de 2018. Sin embargo los otros cuatro aspirantes se oponían a dicho mecanismo por considerarlo poco fiable.

### Asesinato
El 7 de junio de 2025, en la localidad de Fontibón de Bogotá, en medio de un acto político de cara a la definición del candidato presidencial de su partido, el precandidato recibió varios disparos, de los cuales, dos le impactaron en la cabeza y uno en una de sus piernas. Fue trasladado a un centro médico local, y en el lugar fue capturado el presunto sicario del hecho, un menor de 14 años.
El caso movilizó a la comunidad internacional e internamente a todos los partidos políticos del país, quienes rechazaron enérgicamente el atentado. Las autoridades colombianas capturaron la madrugada del sábado 5 de julio de 2025 en Bogotá a Elder José Arteaga Hernández, alias 'Chipi' o 'Costeño', presunto «principal coordinador» del atentado. Luego del incidente, Miguel Uribe fue trasladado a la Fundación Clínica Santa Fe y tras 2 meses de intervenciones quirúrgicas, falleció a la 01:56 de la madrugada (UTC-5) del 11 de agosto del 2025 debido a una hemorragia en el sistema nervioso central. Entre el 11 y 13 de agosto fue velado en el Congreso Nacional, siendo llevado sus restos a la Catedral de Bogotá para una misa exequial y posteriormente fue enterrado en el Cementerio Central de la capital.

## Familia
Sus padres eran el empresario, político y líder gremial colombiano, Miguel Uribe Londoño (no relacionado ni con Álvaro Uribe ni con Rafael Uribe Uribe), y la periodista, política, activista de paz y presentadora de televisión colombiana de ascendencia libanesa, Diana Turbay Quintero. En primeras nupcias, su madre había estado casada con Luis Francisco Hoyos Villegas, con quien tuvo a su hija mayor María Carolina Hoyos Turbay.

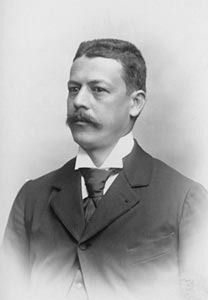
Su tatarabuelo paterno, Alejandro Echavarría Isaza.

Su padre era hijo del político y empresario Rodrigo Uribe Echavarría, exdirector y militante activo del Partido Liberal Colombiano, quien era sobrino de los empresarios Gabriel, Guillermo, Diego y Carlos Echavarría Misas, hermanos de su madre Rosa Echavarría Misas. Su abuelo Rodrigo, era nieto a su vez del empresario y político Alejandro Echavarría Isaza, fundador de la empresa textil Coltejer, la más importante de Colombia hasta mediados de los años 2000. 

Sus tío abuelos destacaron en el mundo empresarial: Gabriel fue uno de los fundadores de la empresa Industrias Metalúrgicas Unidas (Imusa), una de las empresas de electrodomésticos más importantes del país y colaborador del Hospital San Vicente de Paúl; Guillermo de la Compañía Colombiana de Navegación Aérea, la segunda más antigua del mundo y la primera de Colombia; Diego, filántropo e ilustrado, asesinado por la delincuencia común; y Carlos, uno de los fundadores de Radio Cadena Nacional (RCN). Por sus tío abuelos, Miguel era sobrino segundo de Hernán Echavarría Olózaga (hijo de Gabriel).  

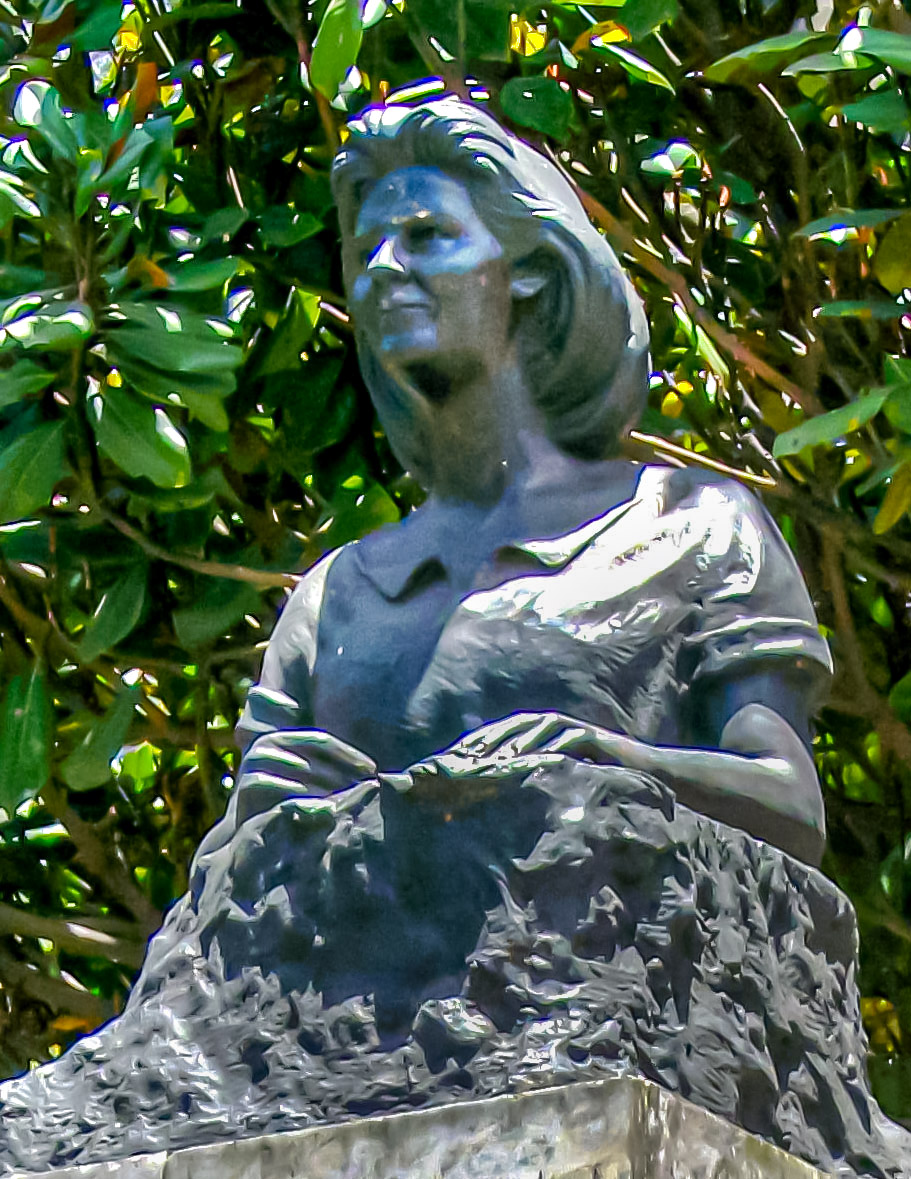
Busto de su madre, Diana Turbay, en un parque de Bogotá.

Por otra parte, su madre era hija del político colombiano de ascendencia libanesa Julio César Turbay Ayala, que llegó a ser presidente de Colombia entre 1978 y 1982, y de la filántropa colombiana Nydia Quintero, quien a su vez era sobrina de Turbay Ayala. La pareja tuvo a sus hijos Diana (la madre de Miguel), Julio César, Claudia y María Victoria Turbay Quintero. 

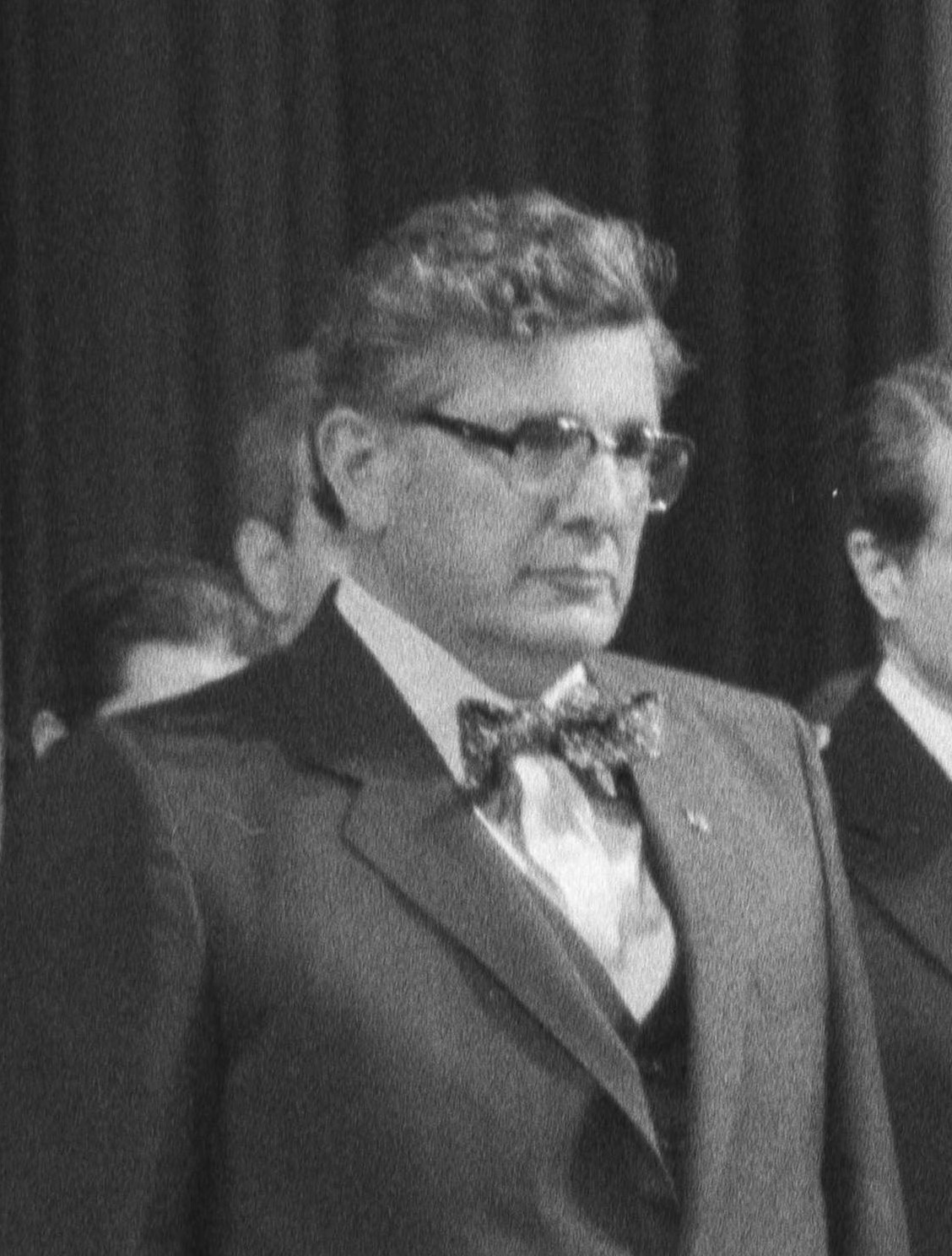
Su abuelo, el expresidente Julio César Turbay.

Sus abuelos se divorciaron formalmente en 1985 (con la anulación del propio Juan Pablo II), casándose su abuelo con la escritora Amparo Canal Sandoval, sobrina nieta del exminstro Leonardo Canal González; y su abuela con el político y exdesignado presidencial, Gustavo Balcázar Monzón. Ninguno de los dos tuvo descendencia posterior a sus respectivos divorcios.
Su familia materna, de raíces libanesas, ha tenido una destacada trayectoria en la vida pública colombiana, con vínculos con figuras como el político de Bucaramanga Gabriel Turbay, candidato presidencial en 1946; el militar libanés José Antonio Turbay; el político Jorge Gechem Turbay; el político de Neiva asentado en Florencia, Caquetá, Luis Hernando Turbay Turbay; y el político de Bolívar David Turbay Turbay, con sus respectivas familias.

### Matrimonio y descendencia
En 2016, contrajo matrimonio con María Claudia Tarazona, con quien tuvo un hijo, Alejandro, y participó en la crianza de las tres hijas de su esposa. La boda, celebrada en el Country Club de Bogotá, fue un evento destacado en el ámbito político nacional, con la asistencia de expresidentes, ministros, senadores y personalidades de la vida pública.